# Gwendolen Mary Fitzalan-Howard, hertuginde af Norfolk, 12. lady Herries af Terregles
Gwendolen Fitzalan-Howard, hertuginde af Norfolk, 12. lady Herries af Terregles (født Constable-Maxwell; 11. januar 1877 – 28. august 1945) var gift med sin slægtning Henry Fitzalan-Howard, 15. hertug af Norfolk. Parret fik én søn og tre døtre. Sønnen   Bernard Fitzalan-Howard blev den 16. hertug af Norfolk og den 13. lord af Herries af Terregles.